# Cyrtandra vairiae
Cyrtandra vairiae är en tvåhjärtbladig växtart som beskrevs av Emmanuel Drake del Castillo. Cyrtandra vairiae ingår i släktet Cyrtandra och familjen Gesneriaceae. Inga underarter finns listade i Catalogue of Life.